# Меса (Константинополь)

Карта византийского Константинополя

Ме́са (греч. ἡ Μέση Ὀδός — средняя улица) — главная улица Константинополя, столицы Византийской империи (ныне Стамбул, Турция). Она начиналась у собора Святой Софии и шла на запад вплоть до городских стен. Меса служила местом проведения церемониальных процессий византийских императоров, а также центром бойкой торговли. Вдоль улицы тянулся ряд городских форумов и площадей. Древний маршрут Месы во многом совпадает с направлением современного проспекта Divanyolu.

## Описание
Улица Меса начиналась в Аргиропратее — у Августеона и тетрапилона Милий рядом с собором Святой Софии и шла прямиком на запад. Она оставляла южнее городской ипподром и дворец Антиоха, проходила мимо оставшегося севернее дворца Лавза, достигала Артополеи и стоявшего на холме овального форума Константина Великого, где находилось первое из двух городских зданий сената. Этот отрезок улицы длиной 600 м называли «Регия» (греч. ἡ Ῥηγία — Имперская дорога), так как именно здесь набирали ход императорские процессии, шедшие от Большого дворца и Августеона к форуму основателя города.
От форума Константина Меса следовала далее на запад, пересекала большой рынок (Makros Embolos), где в месте их стыка стояла высокая пирамида под названием Анемодулий («Раб ветров»), после чего достигала форума Феодосия (Бычий форум).
Миновав форум Феодосия и "Бронзовый тетрапилон", Меса раздваивалась у Капитолия на площади Филадельфион:
1. Главная магистраль оставляла южнее Амастриан, пресекала р. Ликос и, проходя через Воловий форум, шла по южному склону седьмого холма Константинополя, достигала плато Ксеролофос и форума Аркадия. Там юго-западный рукав Месы вновь раздваивался:
1.1. основной, юго-западный рукав доходил до старых Золотых ворот стены Константина, затем Сигмы, где вновь раздваивался:
1.1.1. основной, южный рукав шёл через Катакалон и Псамматию к Золотым воротам стен Феодосия (см. Стены Константинополя), после чего переходил в Эгнатиеву дорогу.
1.1.2. северный рукав шёл через Тритон к воротам, известны ныне, как Белград капысы
1.2. Северо-западное ответвление, начинаясь у форму Аркадия, пересекало стену Константина и вновь распадалось:
1.2.1. одна дорога шла к воротам, известным ныне, как Мевлевихане капысы
1.2.2. другая - к  воротам, известным ныне, как Топ капысы.
2. Другая часть Месы шла от Филадельфиона на северо-запад, проходила мимо церкви св. Полиевкта и церкви Святых Апостолов, миновала стену Константина, Деутерон (возможно, этот рукав также проходил через форум Львов), после чего достигала ворот, известных ныне, как Эдирне капысы (Адрианопольским).
Улица Меса была около 25 м в ширину, по обеим её сторонам тянулись дома с двухэтажными тенистыми портиками и колоннадами, где размещались лавки. Портики закрывали от солнца столько пространства, что можно было пересечь весь Константинополь, не выходя из тени. Однажды император Константин Багрянородный (пр. 913—959) предложил не отменять процессии из-за плохой погоды, так как можно было спокойно уместить шествие под уличными портиками.
Императорские процессии шествовали через весь город и проводились вплоть до периода царствования Комнинов. Эффектным зрелищем был триумфальный въезд императора в город через Золотые ворота и его шествие по Месе к Большому дворцу; по бокам улицы выстраивалась ликующая толпа, чтобы поприветствовать императора и вернувшиеся домой войска.
Уже с самого основания города улицу заполонили торговцы, облюбовавшие портики зданий, где можно было укрыться от непогоды. Начиная с V века власти всячески вели борьбу против разраставшихся торговых рядов, дабы сохранить первоначальный вид улицы. Несмотря на это, вся улица вскоре превратилась в сплошной базар длиной 1850 м, растянувшийся от собора Святой Софии до площади Филадельфион.